# Peperomia pearcei
Peperomia pearcei är en pepparväxtart som beskrevs av William Trelease. Peperomia pearcei ingår i släktet peperomior, och familjen pepparväxter. Inga underarter finns listade i Catalogue of Life.